# Дугопоље (Грачац)
Дугопоље је насељено мјесто у општини Грачац, југоисточна Лика, Задарска жупанија, Република Хрватска.

## Географија
Дугопоље је удаљено око 46 км сјевероисточно од Грачаца.

## Историја
Дугопоље се од распада Југославије до августа 1995. године налазило у Републици Српској Крајини.

## Становништво
Дугопоље се до пописа становништва 1971. налазило у саставу општине Срб, а до августа 1995. у саставу општине Доњи Лапац. Према попису становништва из 2011. године, насеље Дугопоље је имало 20 становника.
| Националност       | 1991. | 1981. | 1971. | 1961. |
| Срби               | 68    | 71    | 92    | 82    |
| Југословени        |       | 1     |       |       |
| Словенци           |       |       | 1     |       |
| Хрвати             |       |       |       | 1     |
| остали и непознато |       |       |       |       |
| Укупно             | 68    | 72    | 93    | 83    |

| Демографија | Демографија | Демографија |
| Година      | Становника  | Становника  |
| ----------- | ----------- | ----------- |
| 1961.       | 83          |             |
| 1971.       | 93          |             |
| 1981.       | 72          |             |
| 1991.       | 68          |             |
| 2001.       | 8           |             |
| 2011.       |             | 20          |